# Operazione Pluto

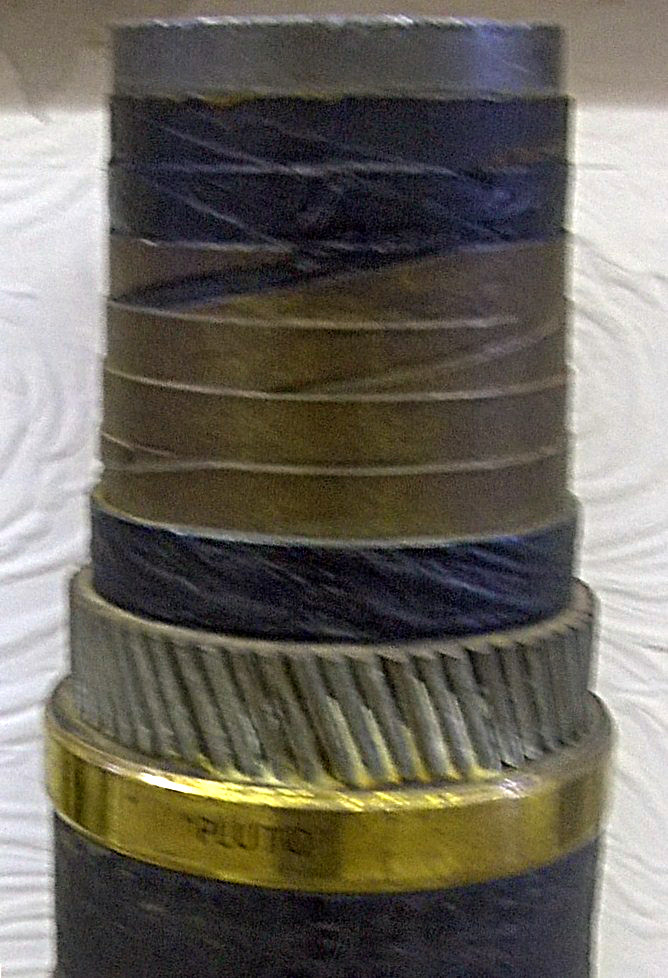
Una sezione di uno degli oleodotti usati nell'operazione PLUTO

Operazione Pluto (Pipe-Lines Under The Ocean - Oleodotto sotto l'Oceano) fu un'operazione della seconda guerra mondiale, condotta dagli scienziati inglesi, dalle compagnie petrolifere e dalle forze armate britanniche per costruire un oleodotto sotto lo stretto della Manica, per collegare il Regno Unito alla Francia. Lo schema fu sviluppato da Arthur Hartley, ingegnere capo della Anglo-Iranian Oil Company. Le forze alleate nel continente avevano bisogno di continui ed ingenti rifornimenti. Gli oleodotti erano considerati le uniche alternative alle petroliere, infatti se c'era il maltempo i rifornimenti arrivavano troppo tardi, e le navi erano un bersaglio per i nazisti, allo stesso tempo erano richieste nel fronte del Pacifico.

## Preludio
Il 6 giugno 1944 iniziò l'Operazione Overlord, la più grande invasione anfibia di tutti i tempi. Già il 7 settembre tutta la costa presa d'assalto era stata conquistata per un raggio di 10 km, e si estendeva per 50 km.
La battaglia per la conquista di Caen, che durava da circa un mese, aveva contribuito ad abbassare il morale delle truppe e solo l'occupazione di Cherbourg aveva portato una dose di entusiasmo negli Alleati in un momento in cui la preoccupazione di un possibile intervento della 15ª armata, comandata dal generale Hans von Salmuth, ancora trattenuta per ordine di Adolf Hitler nella zona del Passo di Calais in previsione di un secondo sbarco, diventava sempre più forte, preoccupazione aggravata dall'intensificarsi dei bombardamenti che Londra subiva ad opera delle V1 e delle V2.
Questa situazione in Normandia richiedeva un numero sempre più alto di rifornimenti, e visto che i tedeschi attaccavano le navi di rifornimenti il comando alleato decise di utilizzare il piano di riserva Pluto.

## Costruzione
Due tipi di oleodotti furono costruiti: l'oleodotto flessibile HAIS, con un diametro di 75 mm e un peso di 30 t/km. Essenzialmente fu un progetto della Siemens Brothers, (insieme alla National Physical Laboratory) sviluppata sui cavi del telegrafo già utilizzati, e conosciuti come HAIS, da Hartley-Anglo-Iranian-Siemens.
Il secondo tipo fu un oleodotto d'acciaio meno flessibile, con il diametro circa uguale, sviluppato dagli ingegneri della Iraq Petroleum Company e della Burmah Oil Company. Conosciuto come HAMEL dalla contrazione di due capo ingegneri, HAMmick e bj ELlis. Durante un test fu scoperto che le parti degli oleodotti HAMEL erano perfetti per essere usati nelle parti finali degli oleodotti HAIS, grazie alla rigidità dei tubi HAMEL, un apparato speciale chiamato The ConunDrum fu sviluppato (Immagine) per installare gli oleodotti.
Il primo prototipo fu testato nel maggio 1942 (nel fiume Medway), e in giugno nell'acqua dell'insenatura nota come Firth of Clyde, prima di andare in produzione.
Della manifattura si occuparono:
- La Siemens Brothers a Woolwich
- La Henley's a North Woolwich
- La Callender's a Erith
- La Standard Telephones and Cables a Greenwich.[3]

Causa le scarse capacità del Regno Unito, alcune HAIS furono costruite negli Stati Uniti.
Nel giugno del 1942 i cavi del telegrafo furono installati nel Clyde insieme a quelli della Siemens e della Henley. Gli oleodotti furono completati con successo e PLUTO fu formalmente inserito nei piani per l'invasione dell'Europa. Il progetto fu definito: strategicamente importante, tatticamente avventuroso, e, dal punto di vista industriale, estenuante.